# Imre Thököly
Imre Thököly de Késmárk (Késmárk, 25 september 1657 - İzmit, 13 september 1705) was vorst van de Ottomaanse vazalstaat Opper-Hongarije van 1682 tot 1685 en vorst van Zevenburgen in 1690. Zijn vader, graaf István Thököly was een grootgrondbezitter in het koninkrijk Hongarije. Zijn moeder, Mária Gyulaffy, was verwant aan drie Zevenburgse vorsten. Zelf was hij nog maar een kind toen hij zijn moeders landgoederen in Zevenburgen en de gebieden van zijn oom graaf Frans Rhédey in het comitaat Máramaros erfde. Na de opstand van de magnaten tegen de Habsburgers in 1664, waarbij zijn vader betrokken was, vluchtte Imre Thököly naar Zevenburgen.
Thököly steunde de Turken tijdens het Beleg van Wenen in 1683. De Ottomaanse grootvizier hield hem echter persoonlijk verantwoordelijk voor de Turkse nederlaag, waarop Thököly zich naar Edirne spoedde om zich te verdedigen tegenover de Ottomaanse sultan. Nadat hij echter merkte dat hij bij de Turken in ongenade was gevallen, zocht hij toenadering tot de Poolse koning Jan III Sobieski om te bemiddelen voor verzoening met Keizer Leopold I. Thököly's voorstel hield in dat hij de wapens zou neerleggen indien Leopold hem zou erkennen als vorst van Opper-Hongarije en de rechten van de protestanten in Hongarije zou eerbiedigen. De keizer verwierp deze voorwaarden echter en eiste onvoorwaardelijke overgave. Vervolgens nam Thököly de wapens terug op, maar leed de ene nederlaag na de andere. Daarna werd hij door de Turken gevangengenomen en geketend naar Edirne gebracht.
In 1686 werd hij weer bevrijd en met een klein leger naar Zevenburgen gestuurd, maar zowel deze expeditie als die van 1688 mislukten. In 1690 werd Thököly na een periode van gevangenschap opnieuw naar Zevenburgen gestuurd, ditmaal met een leger van 16.000 man, waarmee hij een overwinning behaalde en nadien door de Landdag van Kereszténysziget tot vorst van Zevenburgen werd verkozen. Deze positie kon hij echter niet verdedigen tegenover de keizerlijke legers en in 1691 verliet hij Zevenburgen.
Nadien diende hij nog in het Turkse leger, waarvoor hij door sultan Mustafa II werd beloond met landgoederen en de titel graaf van Vidin. Hij stierf in 1705 in İzmit.